# El Pueyo de Araguás
El Pueyo de Araguás (O Pueyo d'Araguás en aragonés) es una localidad y municipio español, en el Sobrarbe, provincia de Huesca, Aragón.

## Núcleos del municipio
Araguás, Los Molinos, La Muera, Oncíns, La Pardina del Soto, El Plano, El Pueyo de Araguás, San Lorién, San Victorián de Asán, El Soto y Torrelisa.

## Geografía
El Pueyo de Araguás es un municipio que situado entre el valle del Cinca y el de La Fueva, en cuya parte más septentrional se encuentra el Baixo Penyas, perteneciendo parte de sus localidades a El Pueyo de Araguás. Su término municipal sigue más o menos la forma que dibuja el río Cinca por el oeste, limitando con Aínsa-Sobrarbe al suroeste, Labuerda al oeste, Puértolas al noroeste y Laspuña al norte; formando así pues una línea recta que discurre por las faldas de la peña Montañesa y toda la cresta de la sierra Ferrera. Por encima de la la Espelunca, el límite del municipio baja siguiendo la línea que marcan la peña Madrid (1 982 msnm), la ermita de la Espelunca y el pico de La Muerda (1 037 msnm) hacia la hondonada del valle de La Fueva, cortando por medio del barranco del Plano para dirigirse después por las faldas de la sierra de Aro hacia La Pardina del Soto. El municipio con el que más limita es el de La Fueva.

## Demografía
El Pueyo de Araguás cuenta con una población de 171 habitantes (INE 2024).
| Gráfica de evolución demográfica de El Pueyo de Araguás entre 1857 y 2021 |
| |
| Población de derecho según los censos de población del INE Población de hecho según los censos de población del INEEn estos censos se denominaba Pueyo de Araguás: 1970, 1981 y 1991 Entre el censo de 1857 y el anterior, crece el término del municipio porque incorpora a 225163 (Los Molinos) y 225257 (Torrelisa) Entre el censo de 1857 y el anterior, aparece este municipio porque se segrega del municipio 22588 (Latorrecilla) |

## Urbanismo

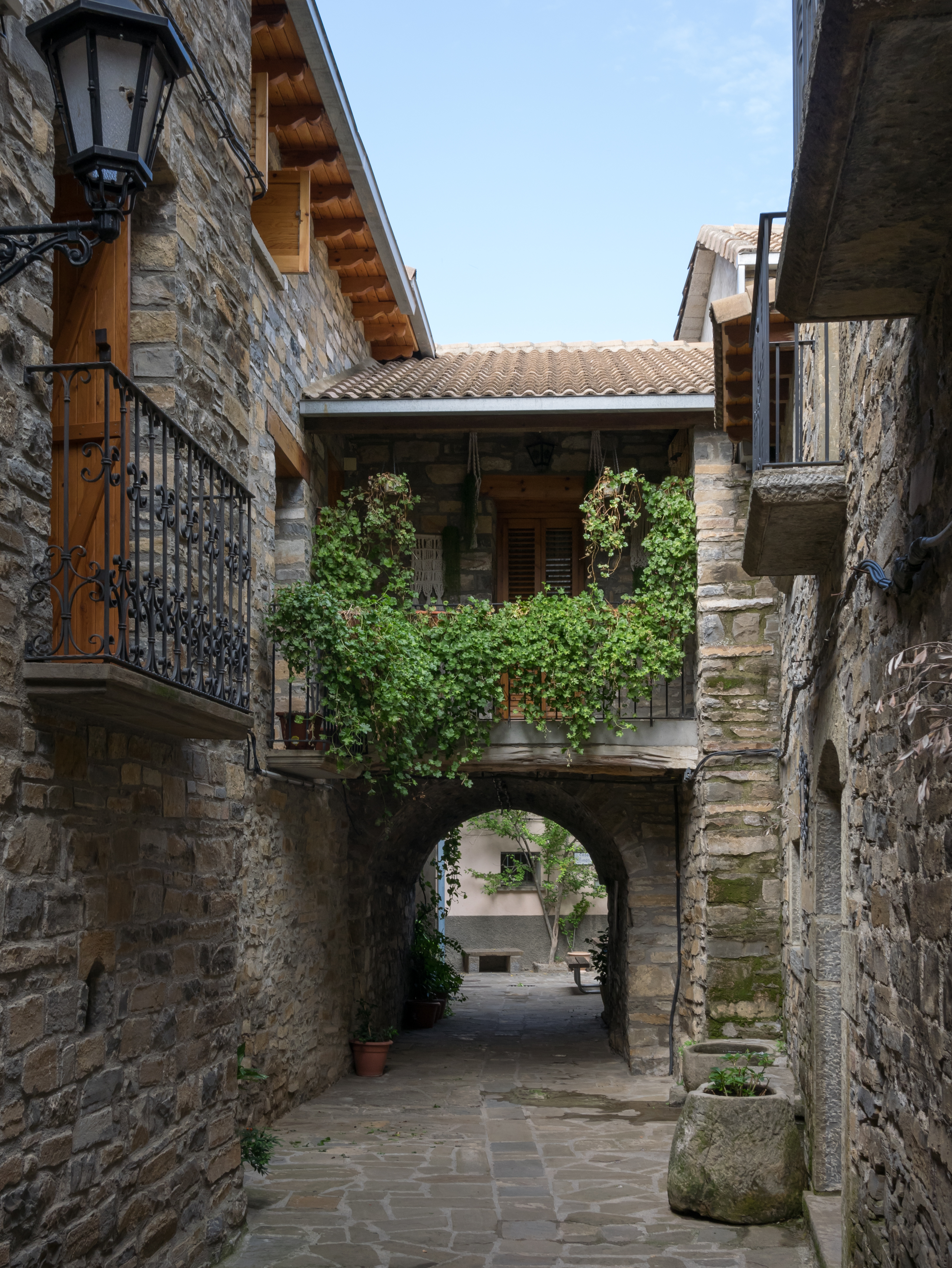
Una arcada sobre la calle central.

El núcleo urbano ha conservado hasta nuestros días la fisonomía regular de un lugar sobrarbense de hace siglos, con bastantes casas tradicionales y sin nuevas construcciones. Está construido en torno a una calle central, quedando en las calles que limitan el pueblo únicamente puertas secundarias de las casas.
Esta estructura urbanística permitía defenderse más fácilmente. Se dejaba el final de la calle abierto por el sur algo ensanchado, de manera que fuese posible cerrarlo con una cancilla o una puerta. La entrada principal era por debajo de la iglesia, que junto con la torre con aspilleras constituía el edificio más fácil de defender, resultando un bastión en la misma entrada.
Una de las casas es la Casa Coronas, la más antigua conocida en el Sobrarbe, siendo construida en 1549.

## Administración y política
| Período   | Alcalde                    | Partido |  |
| --------- | -------------------------- | ------- |  |
| 1979-1983 | Bianor Campo Broto         | Ind.    |  |
| 1983-1987 |                            |         |  |
| 1987-1991 |                            |         |  |
| 1991-1995 |                            |         |  |
| 1995-1999 |                            |         |  |
| 1999-2003 |                            |         |  |
| 2003-2007 |                            |         |  |
| 2007-2011 |                            |         |  |
| 2011-2015 | Jesús Ángel Buetas Coronas | PSOE    |  |
| 2015-2019 | Jesús Ángel Buetas Coronas | PSOE    |  |

| Partido político    | Partido político                                   | 2003   | 2007   | 2011   | 2015   |
| Partido político    | Partido político                                   | Ediles | Ediles | Ediles | Ediles |
|                     | Partido de los Socialistas de Aragón (PSOE-Aragón) | 4      | 4      | 4      | 4      |
|                     | Partido Popular de Aragón (PP)                     | 1      | 0      | 1      | 1      |
|                     | Chunta Aragonesista (CHA)                          | 0      | 1      | 0      | 0      |
|                     | Partido Aragonés (PAR)                             | 0      | —      | 0      | —      |
| Total de concejales | Total de concejales                                | 5      | 5      | 5      | 5      |

## Lugares de interés

### Iglesia de la Santa Cruz

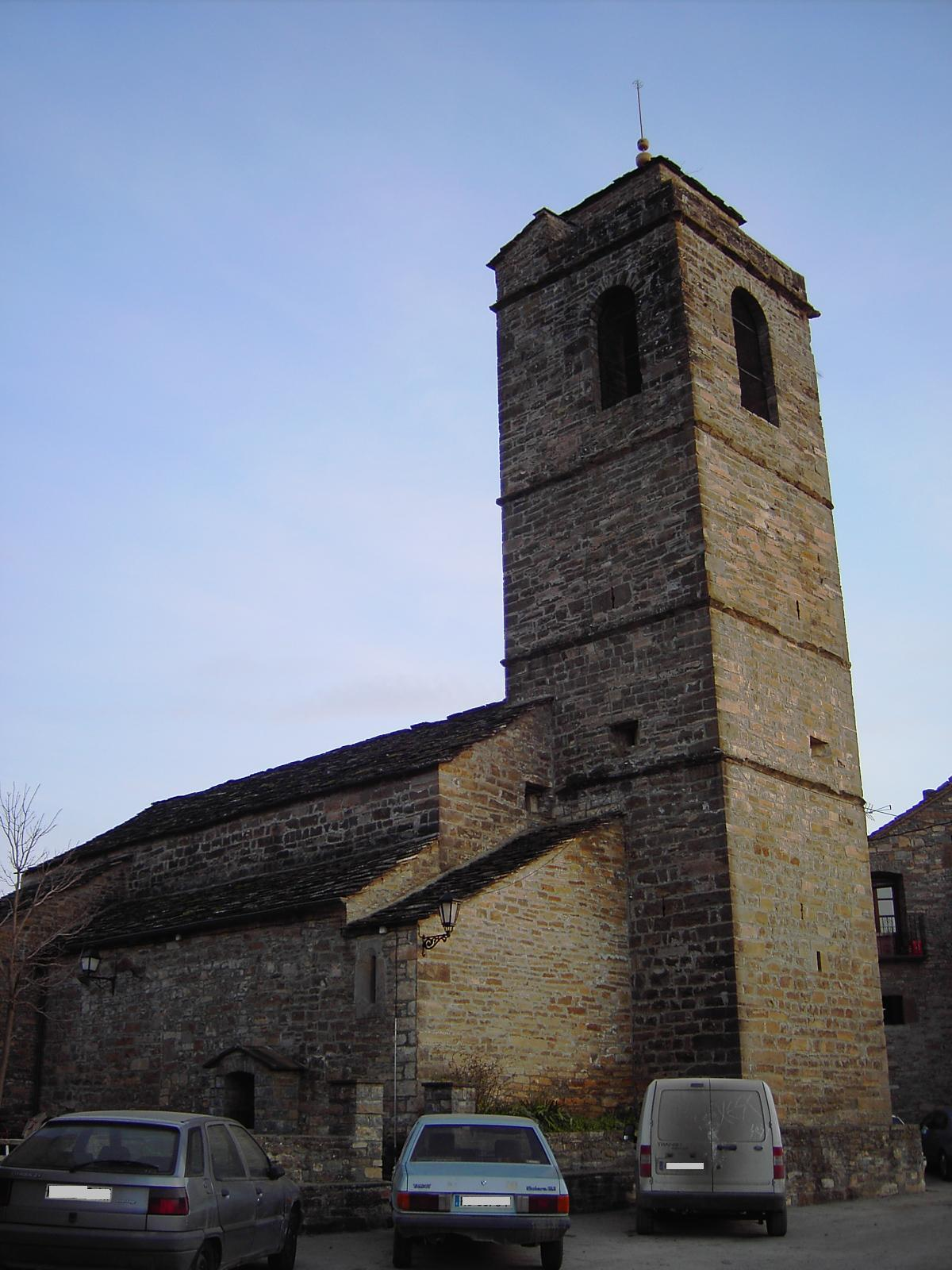
La iglesia de la Santa Cruz.

La iglesia parroquial fue construida en el siglo XVI, siendo consagrada a la Santa Cruz. Es de estilo simple, con aspilleras defensivas y posee características del gótico aragonés en evolución al renacentismo. Cabe destacar la presencia de un esconjuradero en lo alto del campanario.
Esta iglesia dependía antiguamente del monasterio de San Victorián, el cual era el más poderoso en el Sobrarbe y la Ribagorza, poseyendo más de cincuenta poblaciones.

### Monasterio de San Victorián

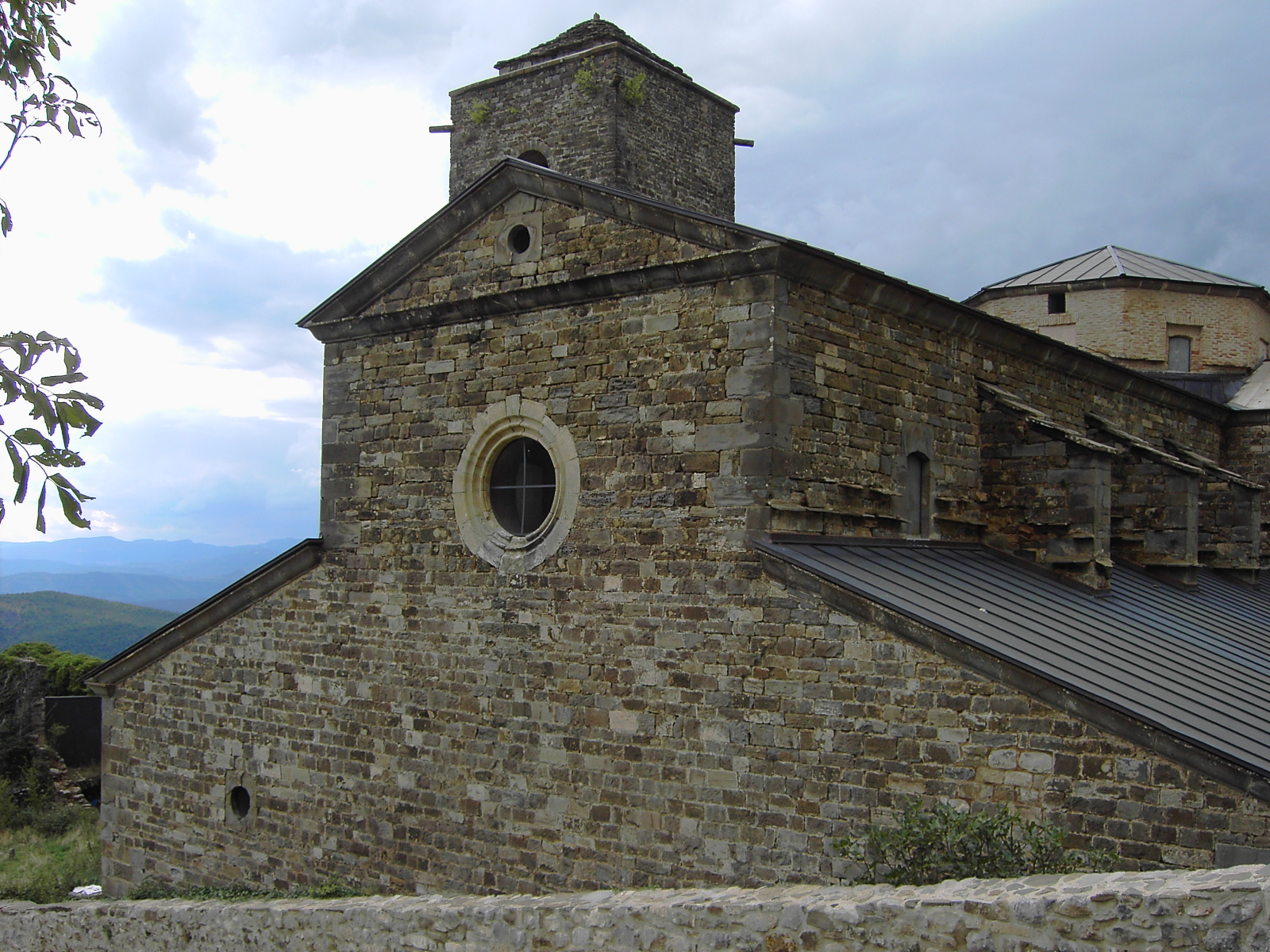
El monasterio de San Victorián.

Se trata de un complejo monástico ubicado en la localidad de Los Molinos, perteneciente a este municipio. Está situado a 1200 metros de altitud en las faldas de la Sierra Ferrera. Está declarado Bien de Interés Cultural.
Algunos investigadores sitúan el origen del monasterio de San Victorián en el siglo VI, bajo la denominación de San Martín de Asán, convirtiéndose así en el monasterio más antiguo de la península ibérica. Está vinculado al santo italiano Victorián, el cual fue ermitaño en la ermita de la Espelunca, situada a poca distancia del monasterio. Su creciente popularidad y veneración le llevaron a aceptar el cargo de abad del monasterio, el cual adquiriría desde entonces su nombre por el de San Martín de Asán. La tradición sitúa en este complejo monástico la tumba de Íñigo Arista, primer rey de Pamplona y de Gonzalo I de Ribagorza conde de Ribagorza y de Sobrarbe.
En la propia localidad y sobre todo en las aldeas se conserva viva la lengua aragonesa, particularmente entre las personas de más edad, siendo conocido como aragonés de Baixo Peñas o Baixo As Peñas, debido a que así se autodenomina la subcomarca que hay a los pies de Peña Montañesa y Sierra Ferrera.

## Festividades
- 3 de febrero: hogueras de San Blas.
- 16 de abril: fiesta mayor, en honor a Santa Engracia.
- 26 de julio: romería a la ermita de Santa Ana.